# Antoni Pascual Vallverdú
Antoni Pascual Vallverdú   (la Selva del Camp, 1834 - Reus, 1903) va ser un industrial i polític català.

## Biografia

### Trajectòria empresarial

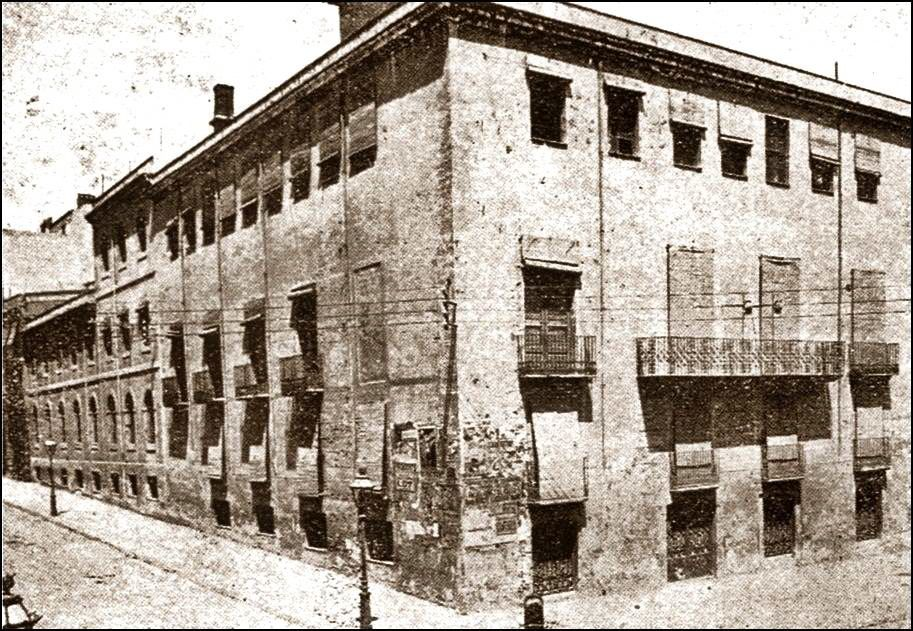
La Sedera del Pascual feia xamfrà amb els ravals de Jesús i de Robuster

De jove entrà a treballar a la fàbrica sedera de la Vídua i net de Víctor Martí i Nieto a la Selva del Camp, que més tard es convertí en Josep Rosselló i Martí, amb la qual s'emparentà. El 1864, l'empresa, que feia servir el nom comercial de La Sedera Reusense, canvià de nom a Antoni Pascual i Cia, formada per Antoni Pascual (46%), Pau Oriol i Buxó (31%) i Ramon Parera i Pujals (23%). El 1880, la fàbrica, coneguda com a La Sedera del Pascual per ser-ne ell el principal accionista, tenia 200 obrers treballant a la plaça del Baluard de Reus i una màquina de vapor de 2 CV. Produïen teixits de setí, velluts, granadines i gèneres per a folres de vestit.
Antoni Pascual, que havia rebut la Creu d'Isabel la Catòlica per ser proveïdor de la Casa Reial, va morir l'abril del 1903. El succeí al capdavant del negoci el seu fill Antoni Pascual i Cugat, substituït el 1921 per Antoni Pascual i Pellicer, net del fundador. L'empresa tancà el 1934 o 1935, i la fabrica va existir fins al 1962, quan s'hi va construir l'hotel Gaudí.

### Trajectòria política
Va ser regidor diverses vegades la primera el 1866, i retirat de la vida industrial, va tornar a entrar a l'ajuntament el 1869 i el 1874. El 1875 fou nomenat síndic i poc després alcalde, càrrec que va exercir fins al 1879. Va ser l'impulsor de la construcció del Teatre Fortuny durant l'últim any en què va ocupar l'alcaldia, ja que presidia una societat que va comprar a les monges carmelites la part de l'antic convent de les monges que no s'havia expropiat per fer-hi la plaça de Prim. El 1881 i 1885 va tornar a ser regidor.
Va ser elegit diputat per la circumscripció de Tarragona, president de la Cambra de Comerç de Reus del 1900 al 1903 i vicepresident de la societat El Círcol. D'ideologia conservadora, pertanyia al Partit Liberal Conservador, va col·laborar amb articles polèmics contra el diari republicà Las Circunstancias des de les columnes de Crónica de Reus, dirigida pel seu amic Marià Pons i Espinós. La ciutat de Reus li dedicà un carrer